# 무슈후슈

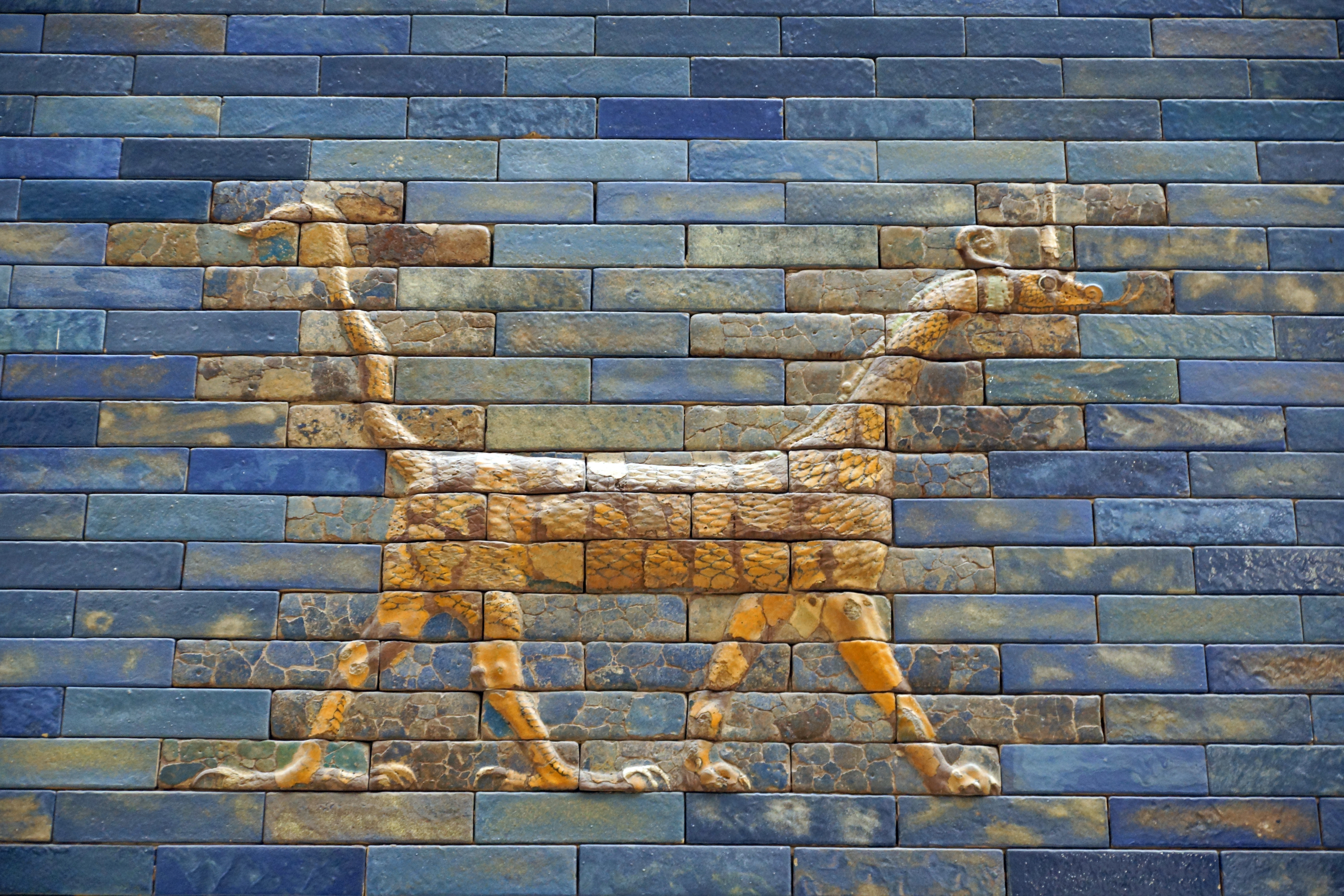
페르가몬 박물관의 무슈후슈

무슈후슈(아카드어: 𒈲𒍽)는 메소포타미아 신화에 등장하는 용의 일종으로, 시루슈라고도 일컫는다. 뒷다리는 독수리, 앞다리는 사자, 머리와 몸통은 뱀, 꼬리는 전갈을 닮은 용으로 머리에는 뿔이 한 쌍 나 있는 모습으로 그려진다. 티아마트의 11마수 중 하나로 여겨지지만 동시에 바빌론에서는 최고신 마르두크의 수호수로 숭앙되었다. 이슈타르의 문 등 바빌론 건축물에서 수호수 격으로 곧잘 상감된다.